# Карибски покер
Карибският покер е хазартна игра с карти. За разлика от стандартните покер игри, в тази се играе по-скоро срещу дилъра, като представител на казиното, отколкото срещу другите играчи и също както при другите игри, които се играят в казино, казиното има дългосрочно преимущество пред играчите (около 5,2%). Ако подсказва и името ѝ играта произлиза от Карибите, но скоро се разпространява в казината на Европа и Америка. Често се среща и в онлайн казината.

## Правила на играта
След като дилърът разстели всички карти и после ги размеси, някой от играчите ги цепи. След това се раздава от ляво надясно на всеки клиент по карта и накрая и на дилъра - една, докато се раздадат 5 карти. Последната карта на дилъра се обръща с лицето нагоре и се обявява Dealer has ..... Играчите си поглеждат картите и решават какво ще правят, като могат да се откажат или да продължат играта. Ако някой играч се откаже, картите се разстилат, както са си с лицето надолу, за да се провери, че са 5 и се прибират, а след тях и залога. Ако обаче играчът реши да продължи, поставя 2 пъти първоначалния си залог в бокса пред себе си. Така ако е почнал със залог от 5 долара, поставя още 10. Според написано правило обикновено се продължава играта, ако играчът държи поне двойка карти. Играчът може да поиска да си купи нова карта. Цената на новата карта е минималния залог. Чиповете се поставят върху картата за замяна. Дилърът изтегля картата, взема чиповете и дава нова карта. След като замяните приключат, дилърът обръща своите карти с лицето нагоре и ако има някаква комбинация, я изкарва напред и я обявява. След това се изплащат всички комбинации, по-големи от неговата, като първоначалния залог се изплаща веднъж, а другия според силата на комбинацията. Трябва да се знае, че дилърът се класира дори ако има асо и поп. Ако дилърът не се класира обаче, се изплаща само веднъж първоначалния залог, независимо каква комбинация имат играчите. Особеност е, че ако и двамата -дилърът и играч имат по две двойки, се гледа в кого е по-високата. Друга особеност е, че асото се брой и за 1 и така поредицата от 2,3,4,5, А е straight.
- Pair-еднаква двойка. Примерно 2 валета, 2 седмици.
- Three of a kind- Три еднакви по сила карти. Примерно: 8♥ 8♦ 8♠ 5♠ 3♣
- Straight-поредни карти, но не от една боя. Примерно: 8♠ 7♠ 6♥ 5♥ 4♠-
- Flush -когато картите са от една боя. Не е нужно да са поредни. Примерно: A♥ Q♥ 10♥ 5♥ 3♥
- Full house- една двойка и една тройка карти. Примерно: 3♣ 3♠ 3♦ 6♣ 6♥.
- Four of a kind -четири еднакви карти. Примерно:10♣ 10♦ 10♥ 10♠ 5♦.
- Straight flash – Поредни карти от една боя. Примерно:7♥ 6♥ 5♥ 4♥ 3♥
- Royal flash – Най-големите поредни, но от една боя. Примерно: A♠ K♠ Q♠ J♠ 10♠

Залозите се изплащат по следната съвкупнот:
One pair or less 1 към 1
Two pair 2 към1
Three of a kind 3 към 1
Straight 4 към 1
Flush 5 към 1
Full house 7 към 1
Four of a kind 20 към 1
Straight flush 50 към 1
Royal flush 100 към 1